# Бун (округ, Индиана)
Бун (англ. Boone County) — округ в штате Индиана, США. Официально образован 1 апреля 1830 года. По состоянию на 2010 год, численность населения составляла 56 640 человек.

## География
По данным Бюро переписи США, общая площадь округа равняется 1 096,219 км2, из которых 1 095,338 км2 суша и 0,881 км2 или 0,080 % это водоёмы.

### Соседние округа
- Клинтон — на севере
- Гамильтон — на востоке
- Марион — на юго-востоке
- Хендрикс — на юге
- Монтгомери — на западе

## Население
По данным переписи населения 2000 года в округе проживает 46 107 жителей в составе 17 081 домашних хозяйств и 12 810 семей. Плотность населения составляет 42,00 человека на км2. На территории округа насчитывается 17 929 жилых строений, при плотности застройки около 16,00-ти строений на км2. Расовый состав населения: белые — 97,92 %, афроамериканцы — 0,35 %, коренные американцы (индейцы) — 0,26 %, азиаты — 0,46 %, гавайцы — 0,01 %, представители других рас — 0,40 %, представители двух или более рас — 0,60 %. Испаноязычные составляли 1,16 % населения независимо от расы.
В составе 38,00 % из общего числа домашних хозяйств проживают дети в возрасте до 18 лет, 64,40 % домашних хозяйств представляют собой супружеские пары проживающие вместе, 7,80 % домашних хозяйств представляют собой одиноких женщин без супруга, 25,00 % домашних хозяйств не имеют отношения к семьям, 21,10 % домашних хозяйств состоят из одного человека, 8,60 % домашних хозяйств состоят из престарелых (65 лет и старше), проживающих в одиночестве. Средний размер домашнего хозяйства составляет 2,65 человека, и средний размер семьи 3,09 человека.
Возрастной состав округа: 28,30 % моложе 18 лет, 6,30 % от 18 до 24, 30,20 % от 25 до 44, 23,40 % от 45 до 64 и 23,40 % от 65 и старше. Средний возраст жителя округа 37 лет. На каждые 100 женщин приходится 95,40 мужчин. На каждые 100 женщин старше 18 лет приходится 90,90 мужчин.
Средний доход на домохозяйство в округе составлял 49 632 USD, на семью — 58 879 USD. Среднестатистический заработок мужчины был 39 534 USD против 26 266 USD для женщины. Доход на душу населения составлял 24 182 USD. Около 3,80 % семей и 5,20 % общего населения находились ниже черты бедности, в том числе — 4,80 % молодежи (тех, кому ещё не исполнилось 18 лет) и 9,00 % тех, кому было уже больше 65 лет.